# Casa de la Vila (Sant Vicenç dels Horts)
La Casa de la Vila és una obra del municipi de Sant Vicenç dels Horts (Baix Llobregat) inclosa en l'Inventari del Patrimoni Arquitectònic de Catalunya.

## Descripció
La casa, amb quatre façanes, s'estructura entorn d'un pati central quadrat, cobert amb una claraboia (que s'assenyala exteriorment per uns merlets). A la façana que dona a la plaça de la Vila hi ha la portalada formada per tres arcs ogivals de maó (el central dels quals és més alt i d'ull més ample), separats per columnes de fust poligonal. Al primer pis corre una balconada a la que s'obren diversos portals amb llindes de pedra, a l'intradós de les quals es dibuixen arcs conopials. L'angle SW s'eleva un pis més, a manera de torreta, de teulada piramidal sobre un ràfec de fusta com el que cobreix les diverses façanes de l'edifici. L'escala que puja a la planta noble és de pedra, com la socolada de l'edifici. Els mosaics de paviment de l'interior són de l'època.

## Història
El lloc on fou construïda la casa de la Vila era una antiga era. Quan fou edificada s'instal·là a la planta baixa l'escola municipal de nenes.